# Monanthes laxiflora
Monanthes laxiflora là một loài thực vật có hoa trong họ Crassulaceae. Loài này được (De Candolle) Bolle ex Bornmuller miêu tả khoa học đầu tiên năm 1906.